# Salami

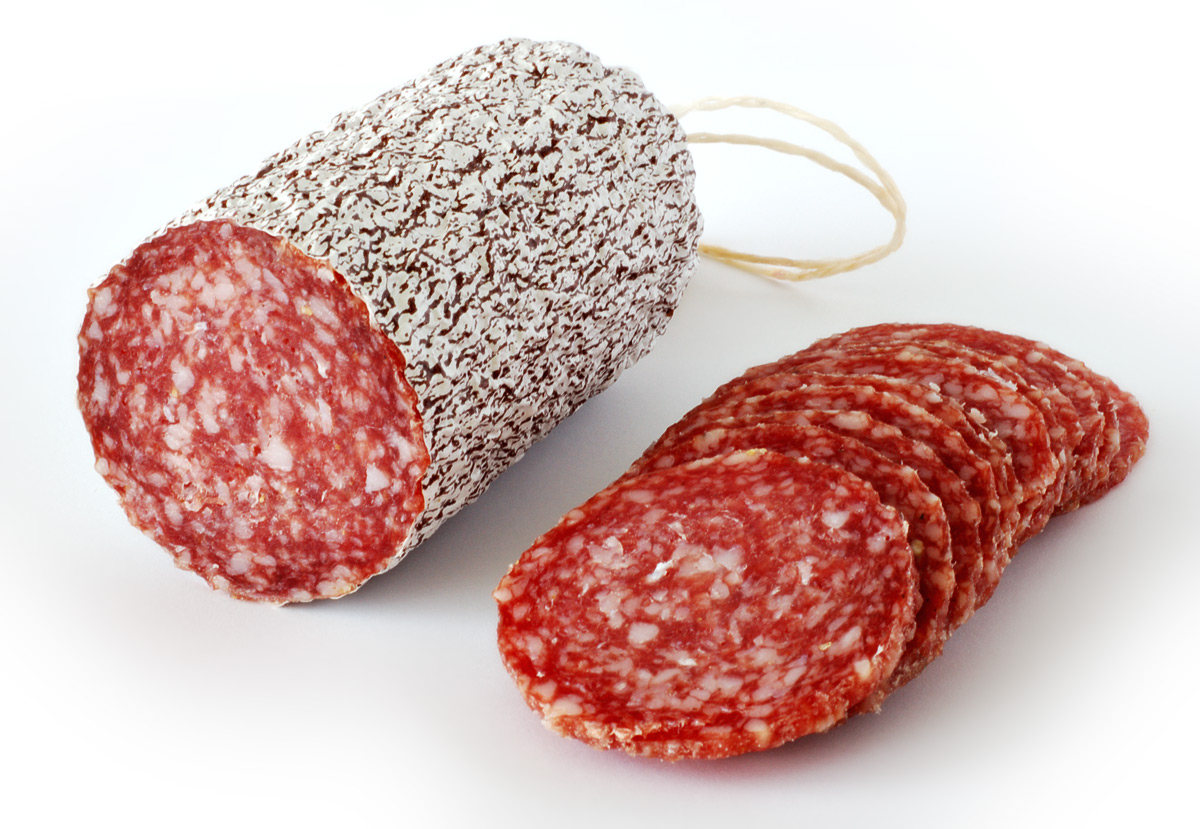
Salame

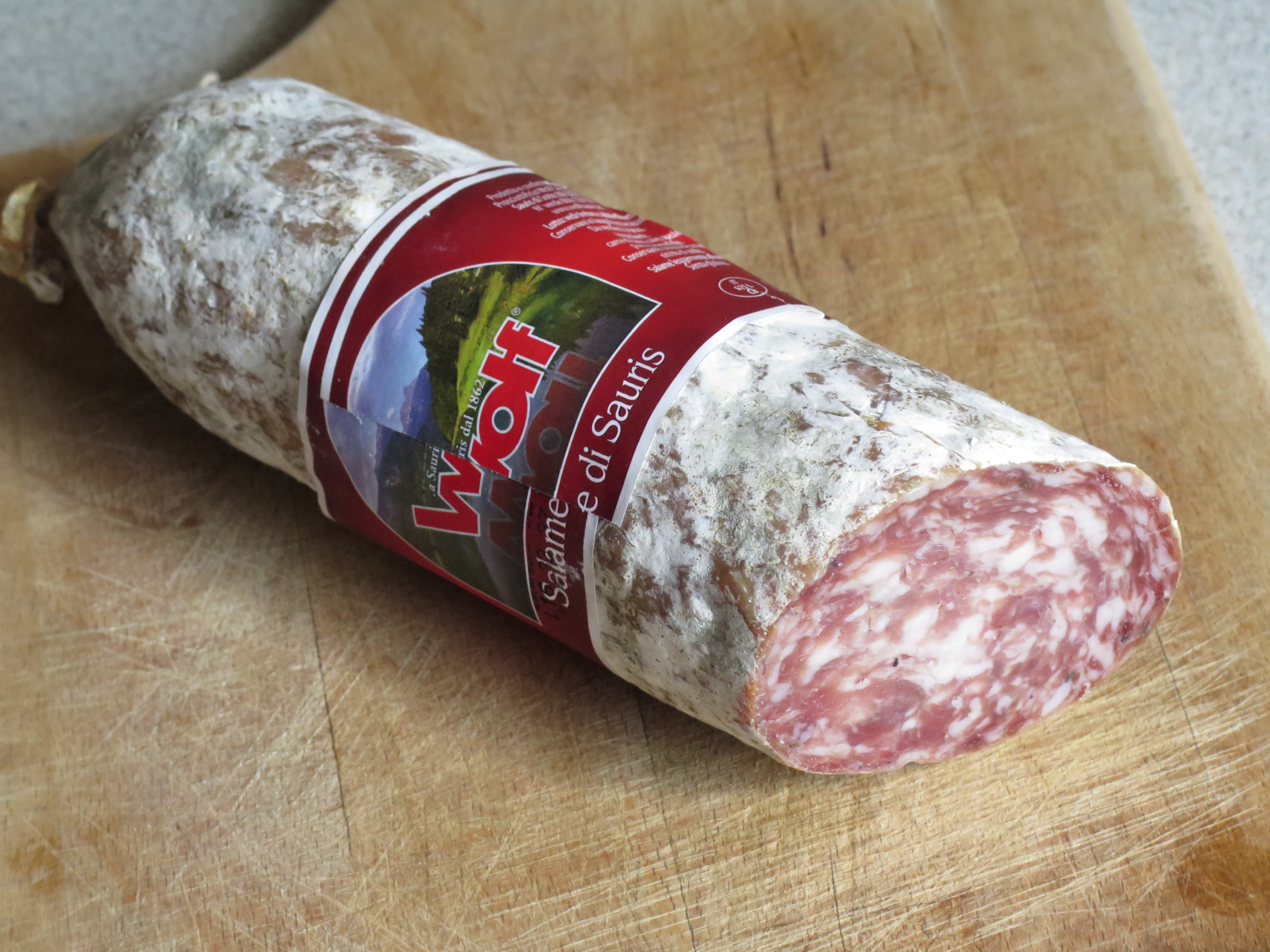
Salami italià

El salami o salame (la primera forma és originalment el plural de la segona) és un embotit en salaó que s'elabora amb una barreja de carns de boví i porcí assaonades i que és posteriorment fumat i madurat o curat a l'aire, similar a la llonganissa. Quasi totes les varietats italianes es condimenten amb all, però no les alemanyes. Tradicionalment s'elaborava amb carn de porc (en italià porco o maiale), però ara és cada vegada més freqüent que es faça amb una barreja de vaca i porc. També hi ha varietats que duen només carn de vaca (en italià vacca o mucca).
És originari d'Hongria i del nord d'Itàlia estant molt difosa la seua preparació fa més d'un segle en Argentina i Uruguai.

## Varietats regionals a Itàlia
Existeixen almenys quasi 40 tipus diferents de salami a Itàlia. Es pot identificar amb el contingut de carn (amb les barreges de carn de porc i de vedella) i de greixos, amb les espècies emprades, en la durada de l'assecat i amb el diàmetre de l'embotit. En Itàlia el centre de la producció està en Mòdena des de fa ja molts anys; no obstant això el salame és conegut internacionalment. El salami que prové d'Itàlia està assecat a l'aire; existeixen no obstant això dos tipus de salame: El de Nàpols i el de Secondigliano que estan lleugerament fumats. En Monteverde, després d'un llarg procés de maduració, s'assoleix un exquisit sabor. Els més coneguts són els de Bolonya.
Avui dia s'elabora el salame en quasi tots els països europeus, però aquests salamis es distingeixen bé dels tipus elaborats a Itàlia. Els elaboradors de salame europeus solen denominar als seus productes amb etiquetes tals com «A la manera de» (en italià alla maniera de o all uso di), d'aquesta manera es té per exemple en algunes etiquetes «a la manera Milanesa» o «a la manera Veronès», etc..
En Itàlia existeixen pel salame diferents nivells de qualitat, i són: extra, prima, seconda, terza i inferiori. La qualitat depèn de l'elecció dels ingredients; per exemple un "Salame extra" pugues tenir només carn de porc i les altres qualitats només carn de vedella. No obstant això hi ha diferents excepcions regionals; per exemple el salame de Milà conté per a esta denominació "extra" carn de vedella.